# Alginet (kommun)
Alginet är en kommun i Spanien.   Den ligger i provinsen Província de València och regionen Valencia, i den östra delen av landet, 300 km öster om huvudstaden Madrid. Antalet invånare är 13 379. Arean är 24,1 kvadratkilometer. Alginet gränsar till Alfarp, Algemesí, Almussafes, Carlet, Guadassuar, Sollana och Benifaió. 
Terrängen i Alginet är platt.